# Observatoire radio Algonquin
L'Observatoire radio Algonquin (en anglais Algonquin Radio Observatory ou ORA) est un radiotélescope situé dans le parc provincial Algonquin, en Ontario, au Canada. Il a ouvert ses portes en 1959 afin d'accueillir un certain nombre d'expériences en cours du Conseil national de recherches du Canada (CNRC) dans un endroit plus calme qu'Ottawa sur le plan radioélectrique.
En 1962, le site a été choisi pour accueillir le radiotélescope Algonquin de 46 m (en), qui a été l'instrument principal du site pendant la majeure partie de son histoire. Un instrument antérieur de 10 m a été installé en 1961, mais n'a été équipé d'un mécanisme d'entraînement qu'en 1964. Le site abrite également un maser à hydrogène (en), une caractéristique standard des radiotélescopes qui peut également servir à recevoir des données télémétriques provenant de missions dans l'espace lointain. Parmi les autres instruments précédemment installés sur le site, citons un réseau d'observation solaire composé de trente-deux antennes paraboliques de 3 m, un moniteur de flux solaire de 1,8 m observant à une longueur d'onde de 10,7 cm, ainsi qu'un radiotélescope de 18 m de l'université de Toronto.
À la fin des années 1980, dans le cadre d'un transfert continu des activités du Conseil national de recherches du Canada, les activités de l'Observatoire radio Algonquin ont été transférées à l'Institute for Space and Terrestrial Science (ISTS, rebaptisé par la suite Center for Research in Earth and Space Technology (CRESTech)). L'observatoire solaire multidisque a été vendu au début des années 2000 et la deuxième antenne de l'observatoire solaire a été transférée à l'Observatoire fédéral de radioastrophysique en Colombie-Britannique.